# 吴毓芬
吴毓芬（1821年—1891年），字公奇，号伯华，安徽庐州府合肥县六家畈人，淮军将领。
吴毓芬为六家畈吴氏第十七代孙，吴镒第十二世孙，吴璠长子，兄弟四人（吴毓芬、吴毓芳、吴毓蘅、吴毓兰）。长子吴兆楣。
吴毓芬为县廪生。咸丰三年（1853年），太平軍、捻军合扰皖北，兄弟四人办团练助剿，随李鸿章到凤阳、定远、运漕镇、柘皋、巢县、无为等地作战。咸丰四年（1854年）二月，李鸿章父亲李文安率军在庐江县的白石山击退陈玉成率领的太平军，吴毓芬兄弟作战勇敢，又劝降谈家宝。受到安徽巡抚福济的赏识。咸丰十一年（1861年）创建淮军时，吴毓芬将熟识的张树声、刘铭传等人引荐给李鸿章，又组建淮军“华”字营并任统领，带兵江苏。因功获得道员的身份加按擦使级别，赐“御勇巴图鲁”称号，赏戴孔雀翎。授资政大夫，正二品。
巢湖中的姥山塔建于明崇祯年间，刚建成三层即因战乱而停工。247年后的光绪四年（1878年），李鸿章派同乡江苏候补道吴毓芬督工，续建四层。建成后，李鸿章邀请各地的淮军将领官员题匾额25幅，督工吴毓芬题“天心水面”，并作64行的长诗《姥山四季歌》，刻于二层门顶上。